# شورتپه
شورتپه یکی از روستاهای استان آذربایجان شرقی است که در دهستان چاراویماق شرقی بخش شادیان شهرستان چاراویماق واقع شده‌است.این روستا ۱۰۹ نفر جمعیت دارد.
ارتفاع این روستا ۳۰۰۰متر از سطح دریا میباشد و بنیانگذار آن حاج لطفعلی شاه کرمی میباشد